# František Tippmann
František Vilém Tippmann (11. června 1786, Jáchymov – 26. června 1857, Praha) byl český římskokatolický duchovní, v roce 1830 rektor pražské univerzity a od roku 1833 pomocný biskup pražský a titulární biskup satalský.

## Život
Po kněžském svěcení, které přijal 4. srpna 1809, působil v letech 1809–1815 jako farář nejprve v Loučné pod Klínovcem a v letech 1816–1824 v Božím Daru, kde založil chudobinec. kromě toho byl v roce 1820 jmenován do funkce arcibiskupského vikáře v Jáchymově.
Roku 1824 na teologické fakultě získal doktorát teologie a 2. června téhož roku byl zvolen kanovníkem svatovítské kapituly. Působil také jako děkan pražské teologické fakulty a v letech 1829–1830 byl i rektorem pražské univerzity. V této funkci jej následujícího rodu nahradil Julius Vincenc von Krombholz.
V letech 1831, 1834 a poté i v letech 1852 až 1854 byl generálním vikářem pražské arcidiecéze, kterou také od března 1849 do srpna 1850 řídil jako její kapitulní vikář.
V prosinci 1832 byl jmenován pomocným biskupem pražským a titulárním biskupem satalským, namísto nemocného Aloise Josefa hraběte Krakovského z Kolovrat jej dne 3. března 1833 konsekroval královéhradecký biskup Karel Boromejský Hanl. V roce 1836 byl navíc jmenován děkanem staroboleslavské kapituly, jímž zůstal až do své smrti.
Byl pohřben na Malostranském hřbitově, jeho náhrobek vytvořil Ignác Michal Platzer.

## Spisy
- De gravitate muneris sacerdotalis. Oratio, quam in Coena Domini, die 8. Aprilis 1830, hora 4 pomeridiana in Metropolitana basilica Pragensi dixit, juris publici fecit, dumque ... (O závažnosti kněžského úřadu). Praha 1830
- Oratio in Coena Domini, in: Časopis katolického duchovenstva, 11/1843, s. 539—547